# Alina Ivanova
 Alina Ivanova (Kildishevo, 16 de março de 1969) é uma ex-atleta soviética campeã mundial da marcha atlética. Conquistou a medalha de ouro da marcha de 10 km no Campeonato Mundial de Atletismo de 1991 em Tóquio, Japão. Ela representou a Comunidade dos Estados Independentes nos Jogos de Barcelona 1992, onde não conseguiu classificação sendo desqualificada por três cartões vermelhos. Mais tarde na carreira e já competindo como russa, ela trocou a marcha pela maratona e venceu por duas vezes a Maratona de Praga (2000/2006) e a Maratona de Dublin (2006/2007).